# 约翰娜·沃尔夫
约翰娜·沃尔夫（Johanna Wolf，1900年6月1日—1985年6月5日）是阿道夫·希特勒的首席秘书。1929年秋，沃尔夫作为一名打字员加入了希特勒的私人秘书处，她也就此加入了纳粹党。在此后的十几年里，沃尔夫一直是希特勒的秘书，直到1945年4月21-22日夜间，在希特勒的命令下，她乘飞机离开了柏林。
沃尔夫在贝希特斯加登一直呆到5月2日，之后回到了其母在巴特特尔茨的住所。5月23日，美军在巴特特尔茨逮捕了沃尔夫。沃尔夫被关押至1948年1月14日。后来，沃尔夫移居至巴伐利亚市镇考夫博伊伦。1985年6月5日，沃尔夫逝世，终年85岁。